# Béatrice Filliol
Béatrice Filliol, po mężu Amiez (ur. 12 maja 1969 w Saint-Jean-de-Maurienne) – francuska narciarka alpejska.

## Kariera
W zawodach Pucharu Świata zadebiutowała 20 grudnia 1988 roku w Courmayeur, gdzie zajęła 16. miejsce w slalomie. Pierwsze punkty (w 1980–1991 punktowało 15 najlepszych zawodniczej) wywalczyła 3 stycznia 1989 roku w Mariborze, gdzie zajęła piętnaste miejsce w tej samej konkurencji. Na podium zawodów tego cyklu pierwszy raz stanęła 9 stycznia 1994 roku w Altenmarkt, kończąc rywalizację w slalomie na trzeciej pozycji. W zawodach tych wyprzedziły ją jedynie Vreni Schneider ze Szwajcarii i Szwedka Pernilla Wiberg. W kolejnych startach jeszcze jeden raz stanęła na podium: 18 grudnia 1994 roku w Sestriere zajęła trzecie miejsce w slalomie. W sezonie 1993/1994 zajęła 43. miejsce w klasyfikacji generalnej.
Wystartowała w slalomie i kombinacji na igrzyskach olimpijskich w Albertville w 1992 roku, ale obu konkurencji nie ukończyła. Podczas rozgrywanych dwa lata później igrzysk w Lillehammer wystartowała tylko w slalomie, ponownie nie kończąc rywalizacji. Brała też udział w slalomie na mistrzostwach świata w Vail w 1989 roku, gdzie nie ukończyła pierwszego przejazdu slalomu.
Jej mężem jest francuski narciarz alpejski Sébastien Amiez.

## Osiągnięcia

### Igrzyska olimpijskie
| Miejsce | Dzień     | Rok  | Miejscowość | Konkurencja | Czas biegu | Strata | Zwyciężczyni     |
| ------- | --------- | ---- | ----------- | ----------- | ---------- | ------ | ---------------- |
| DNF2    | 13 lutego | 1992 | Albertville | Kombinacja  | 2,55 pkt   | -      | Petra Kronberger |
| DNF1    | 20 lutego | 1992 | Albertville | Slalom      | 1:32,68    | -      | Petra Kronberger |
| DNF1    | 26 lutego | 1994 | Lillehammer | Slalom      | 1:56,01    | -      | Vreni Schneider  |

### Mistrzostwa świata
| Miejsce | Dzień    | Rok  | Miejscowość | Konkurencja | Czas biegu | Strata | Zwyciężczyni    |
| ------- | -------- | ---- | ----------- | ----------- | ---------- | ------ | --------------- |
| DNF1    | 2 lutego | 1989 | Vail        | Kombinacja  | 5,65 pkt   | -      | Tamara McKinney |

### Puchar Świata

#### Miejsca w klasyfikacji generalnej
- sezon 1988/1989: 66.
- sezon 1989/1990: 60.
- sezon 1990/1991: 79.
- sezon 1992/1993: 77.
- sezon 1993/1994: 43.
- sezon 1994/1995: 44.
- sezon 1996/1997: 78.

#### Miejsca na podium
1. Altenmarkt – 9 stycznia 1994 (slalom) – 3. miejsce
2. Sestriere – 18 grudnia 1994 (slalom) – 3. miejsce